# Johann Risselmann

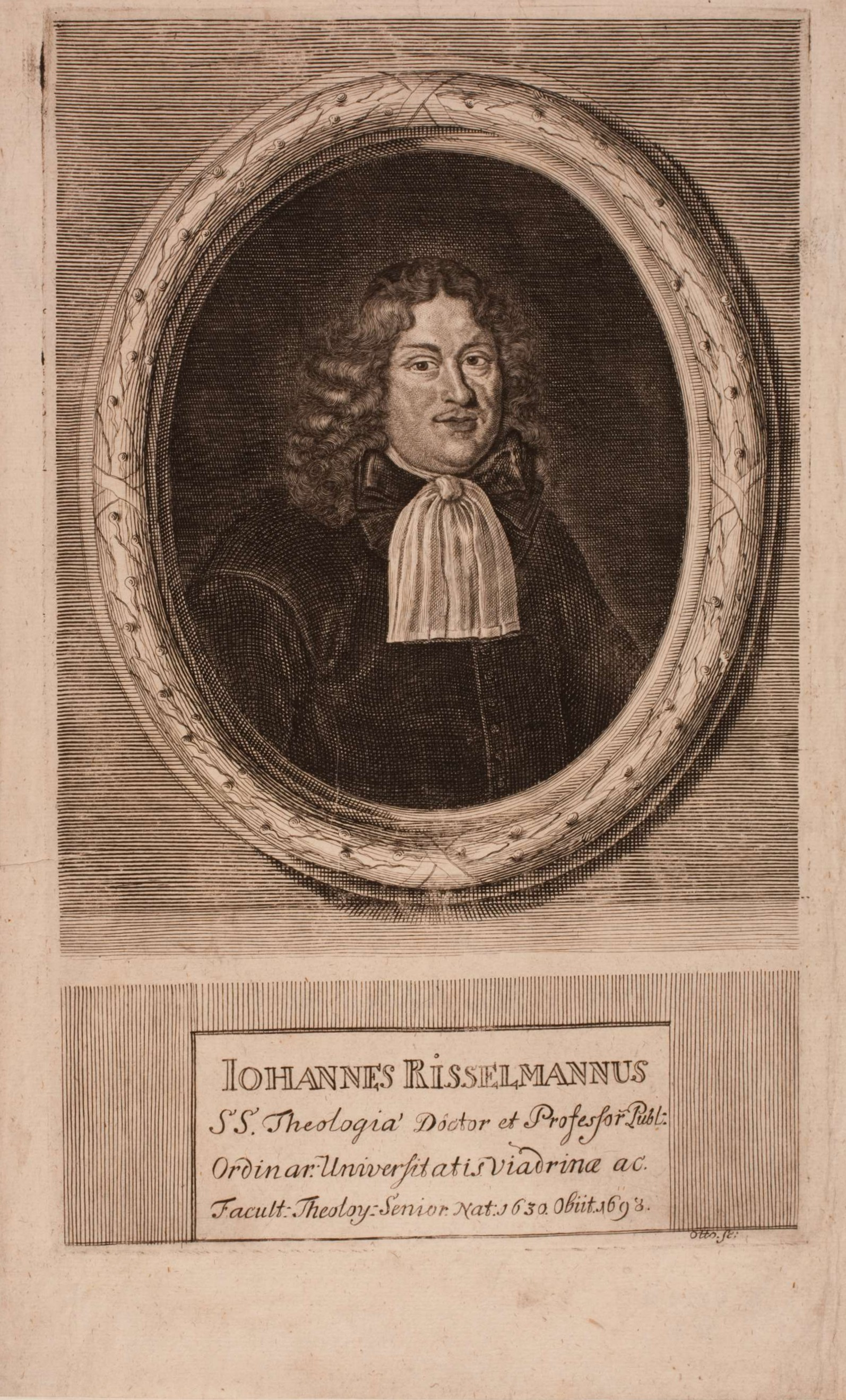
Heinrich Jakob Otto (Kupferstecher): Johannes Risselmann

Johann Georg Risselmann, auch Johannes Rießelmann (* 13. August 1630 in Bremen; † 17. Juni 1698 in Frankfurt an der Oder), war ein deutscher Professor für Hebraistik. In den 1690er Jahren initiierte er die Gründung des reformierten Friedrich-Gymnasiums in Frankfurt (Oder) und trug es durch eigene und von ihm initiierte Spendengelder maßgeblich mit.

## Biographie
Johannes Risselmann entstammte der Familie Risselmann. Er war ein Sohn des Bremer Handelsmannes Elhard Risselmann und Elisabeth, einer Tochter des Ältermanns Reiner Lampe. Er besuchte die Bremer Trivialschule und erhielt danach ausgiebigen Privatunterricht.
Im Jahr 1649 begann er an der Academia Ernestina in Rinteln unter Reinhard König Philosophie zu studieren, später wechselte er jedoch zurück in seine Heimatstadt an das seinerzeit eben in hohem Ansehen stehende Bremer Gymnasium illustre.
Im Mai 1656 begann er an der Universität Marburg bei Johannes Crocius zu studieren, dieses Mal aber Theologie. Dieses Studium setzte er am 7. Juli 1657 in Frankfurt an der Oder bei Georg Conrad Bergius, Elias Grebenitz, Friedrich Beckmann und Gottlieb Pelargus fort und hörte Physikvorlesungen bei Johann Walter Lesle. Am 6. Oktober 1658 empfing er die Magisterwürde.
Im Jahr 1660 berief der brandenburgische Kurfürst Risselmann zum außerordentlichen Professor für Hebraistik. Am 28. August jenes Jahres heiratete er Gertrud Hedwig, Tochter des Conrad Bergius. Wohl im März 1661 gab es nicht umgesetzte Pläne, Risselmann auch zum außerordentlichen Professor für Historie zu berufen. Stattdessen wurde er im November desselben Jahres ordentlicher (bezahlter) Professor für Hebraistik. Durch seinen Schwiegervater Bergius, fand er Aufnahme in das Klientel- bzw. Patronagesystem der Reformierten in Brandenburg. Der mit Risselmann inzwischen verschwägerte Georg Conrad Bergius promovierte ihn am 20. April 1664. Am 4. April 1668 läutete Risselmann seine Professur mit der Rede „De Genuino senus legis regiae (1. Sam. c. 8)“ (deutsch: Über das echte alte Gesetz des Königs; 1 Sam 8 ) ein. Er war insgesamt sechs Mal Rektor und 14 Mal Dekan der theologischen Fakultät. Es mangelte ihm zwar nicht an eigenen Schriften und Dissertationen, jedoch trug dies nicht so viel zu seiner Bekanntheit bei, wie seine Fertigkeiten in der Hebraistik. Johann Christoph Beckmann suchte bei ihm Rat bezüglich der hebräischen Sprache, Daniel Ernst Jablonskis Bibeledition gründete im Fundament auf durch Risselmann vermittelten Sprachkenntnissen.
Anfang der 1690er Jahre initiierte er die Gründung des reformierten Friedrich-Gymnasiums, das am 1. Juli 1694 unter dem Rektor Paul Volckmann im alten Rathaus eröffnete. Risselmanns gute Beziehungen zur Familie von Schoenaich, Hans Carl zu Carolath-Beuthen, Franz auf Amtiz und Gersdorf bescherten ihm einige für die Schule notwendigen Stiftungsgelder. Damit die Schule den Rang einer lateinischen Gelehrtenschule hatte, stiftete Risselmann selbst eine Lehrstelle für Konrektor (Johann Georg Koch) und eine für den Kantor (Johann Heinrich Ludwig Meierotto).
Nach drei Schlaganfällen (1690, 1695, 1697) und daraus folgendem Gedächtnisverlust stellte Risselmann seine Arbeit ein. Am 15. Juni 1698 erlag er einem weiteren.
Risselmann war einflussreich verschwägert, beispielsweise mit den staatlich und kirchlich wichtige Ämter besetzenden Familien Füssel und Stosch. Seine Töchter weiteten diese Beziehungen aus: Catharina Elisabeth heiratete am 15. Dezember 1696 Moritz Selig und Anna Sabina Tido Heinrich von der Lith, Professor in Frankfurt a. d. O., wo Risselmanns Sohn Johann Konrad im Jahr 1698 studierte.